# Campllong
Campllong település Spanyolországban, Girona tartományban. Campllong Fornells de la Selva, Llambilles, Cassà de la Selva, Sant Andreu Salou és Riudellots de la Selva községekkel határos. Lakosainak száma 544 fő (2024).

## Népesség
A település népessége az elmúlt években az alábbi módon változott:
| Lakosok száma | 159  | 480  | 452  | 392  | 267  | 352  | 423  | 515  | 547  | 544  |
|               | 1717 | 1887 | 1936 | 1960 | 1986 | 2004 | 2009 | 2014 | 2019 | 2024 |